# Schiereiland

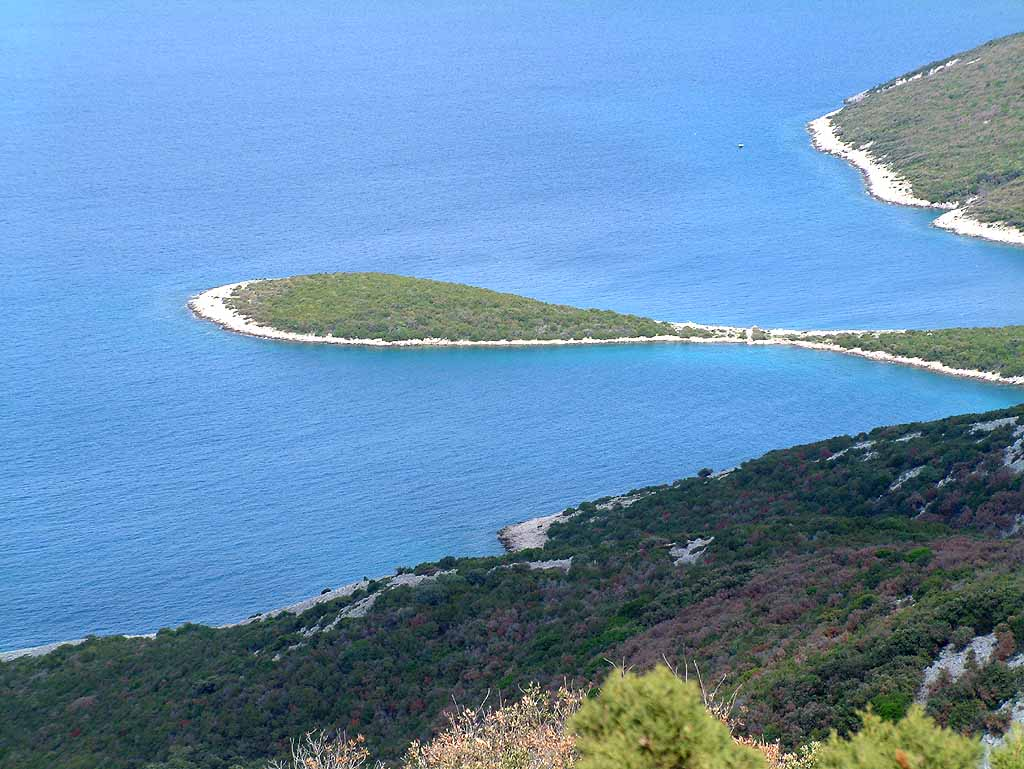
Schiereiland aan Lošinj, Kroatië

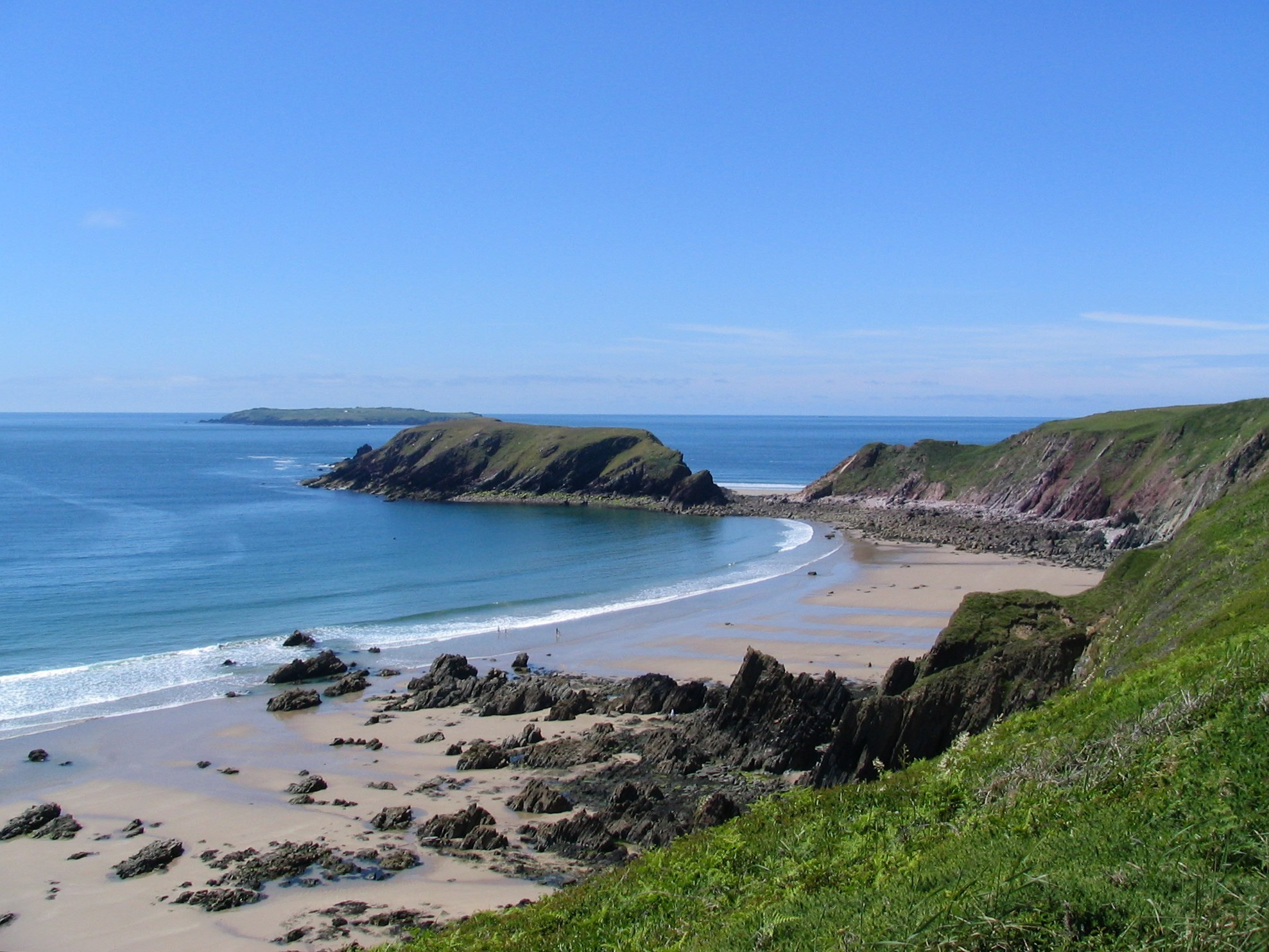
Gateholm: een getijdeneiland in Zuid-Wales

Een schiereiland is een aardrijkskundige term voor een landmassa die voor het grootste deel door water omgeven wordt en slechts aan een zijde verbonden is met het vasteland. In de strikte zin is het een stuk land dat met een landengte aan een andere landmassa verbonden is, en daardoor net geen eiland vormt; schier betekent bijna. 
Men spreekt van een schiereiland als de landengte smal is vergeleken bij de grootte van het schiereiland. Bovendien moet het schiereiland klein zijn vergeleken bij de verdere landmassa. Het grootste schiereiland ter wereld is het Arabisch Schiereiland met een oppervlakte van 3.237.500 vierkante km.
Spanje en Portugal vormen het Iberisch Schiereiland. De landengte, via de Pyreneeën, is weliswaar 430 km breed, maar dat is weinig vergeleken bij de oppervlakte van Spanje en Portugal. Europa (landengte 2000 km) wordt ook als schiereiland van het veel grotere Eurazië beschouwd. Oost-Friesland is een twijfelgeval, omdat de oppervlakte van Oost-Friesland klein is vergeleken bij de breedte van de landengte, de lijn van de Dollard naar de Jadeboezem.
Er zijn schiereilanden waarbij de landengte bij vloed onderstroomt. Zij worden dan tweemaal per etmaal een eiland en in dat geval spreekt men van een getijdeneiland.
Sommige schiereilanden zijn eilanden geworden doordat de landengte doorgraven werd, zoals bij de Peloponnesos. Anderszins zijn veel eilanden tot schiereilanden geworden doordat er een verbindingsdam werd aangelegd (Sylt, Marken). Anderzijds kunnen natuurkrachten van schiereilanden, eilanden maken. Zo was Texel vroeger een schiereiland, maar na de Allerheiligenvloed van 1170 werd het een eiland.
Enkele schiereilanden:
- Anatolië (Turkije)
- Apennijns Schiereiland (Italië)
- Arabisch Schiereiland
- Argolis (Griekenland)
- Apsjeron
- Athos (Griekenland)
- Bakassi
- Balkan
- Búzios (Brazilië)
- Calabrië (Italië)
- Cornwall (Verenigd Koninkrijk)
- Florida
- Gallipoli
- India
- Iberisch Schiereiland
- Istrië (Kroatië)
- Italië
- Jutland (Denemarken)
- Kamtsjatka
- Kenai in Alaska
- Kola
- Korea
- Krim
- Labrador (Canada)
- Malakka
- Marken
- Methana (Griekenland)
- Neder-Californië
- Noordelijk Noord-Holland
- Somalisch schiereiland
- Peloponnesos (Griekenland)
- Qatar
- Scandinavië
- Sinaï
- Sirmione (Italië)
- Sulawesi bestaat uit vier schiereilanden
- Veur-Lent bij Nijmegen
- West-Europa (Eurazië)
- Yucatán
- Zuid-Beveland en Walcheren (Nederland)